# Tháp Chót Mạt
Tháp Chót Mạt là một tháp cổ tại ấp Xóm Mới, xã Tân Phú, tỉnh Tây Ninh. Đây là một trong số các kiến trúc tháp thuộc nền văn hóa Óc Eo còn sót lại tại Nam Bộ Việt Nam.

## Mô tả
Tháp Chót Mạt cách trung tâm thành phố Tây Ninh 21 km, được xây dựng trên gò đất cao hình chữ nhật giữa cánh đồng bằng hai loại vật liệu chính là gạch nung khổ lớn và đá phiến. Hình dáng của tháp được nhận xét là giống với các công trình tháp Chăm tại miền Trung. Chân tháp rộng, tường tháp thẳng và dày, đỉnh tháp chọn, các vỉa gạch được xếp chồng khít lên nhau một cách kín kẽ không có khe hở.
Tháp có bình diện vuông mỗi cạnh 5 m, cao trên 10 m. Các mặt vách, tháp quay ra đúng bốn hướng Đông, Tây, Nam, Bắc; mặt chính của tháp là hướng Đông.

## Lịch sử
Tháp Chót Mạt được xây dựng vào khoảng thế kỷ VIII thời kỳ hậu Óc Eo và được phát hiện vào đầu thế kỷ XX qua tài liệu báo cáo khảo cổ học của Viện Nghiên cứu khảo cổ Đông Dương. Ngày 23 tháng 7 năm 1993, ngôi tháp được Bộ Văn hóa – Thông tin (nay là Bộ Văn hóa, Thể thao và Du lịch) công nhận di tích lịch sử văn hóa.